# Epidendrum filicaule
Epidendrum filicaule är en orkidéart som beskrevs av John Lindley. Epidendrum filicaule ingår i släktet Epidendrum och familjen orkidéer. Inga underarter finns listade i Catalogue of Life.